# زمین‌لرزه ۱۹۳۱ اوآخاکا
زمین‌لرزه اوآخاکا  در تاریخ ۱۵ ژانویه ۱۹۳۱ میلادی، برابر با ‎۲۵ دی ۱۳۰۹، ساعت ۱:۵۰:۴۷ به زمان یوتی‌سی در مکزیک ، منطقه اوآخاکا رخ داد. ژرفای این زلزله ۳۵ کیلومتر بود. بزرگی آن ۷٫۸ در مقیاس Mw اعلام شده‌است. زمین‌لرزه به وقت محلی در روز چهارشنبه، ساعت ۱۹ روی داده و منطقه زمانی آن یوتی‌سی -۶ بوده‌است (با لحاظ تغییر ساعت تابستانی).
سازمان زمین‌شناسی آمریکا نیز جای این زمین‌لرزه را در مختصات ۱۶°۰۶′شمالی ۹۶°۴۸′غربی / ۱۶٫۱°شمالی ۹۶٫۸°غربی و بزرگی آنرا برابر با ۷٫۹ در مقیاس ریشتر اعلام کرده‌است. ژرفای گزارش شده از سوی این سازمان ۵۰ کیلومتر می‌باشد.
شمار کشتگان زلزله حدود ۶۸ نفر بوده‌است.